# Форберт, Адольф
Владислав Форберт (пол. Adolf Forbert; 21 октября 1911, Варшава, Царство Польское, Российская империя — 23 июня 1992, Варшава, ПНР) — польский кинооператор художественных и документальных фильмов, кинорежиссёр
, педагог.

## Биография
Родился в еврейской семье. Отец Леон Форберт был фотографом. Брат кинематографиста Владислава Форберта.
C начала 1930-х годов работал на фото- киностудиях в Варшаве. С 1934 года — оператор документальных и художественных фильмов.
После начала Второй мировой войны бежал в Советский Союз. В 1939—1941 годах работал оператором советской кинохроники. После начала Великой Отечественной войны в 1941 году попал в плен к фашистам, но смог бежать.
В 1943 году вместе с братом вступил в 1-ю Варшавскую пехотную дивизию им. Т. Костюшко. С осени 1944 года работал оператором Польской кинохроники Войска Польского, затем на Студии документальных и художественных фильмов Польши. В 1945 году снимал освобождение Кракова.
Один из организаторов государственной Киношколы в Лодзи.
В 1948—1983 годах работал профессором кафедры кинематографии киношколы в Лодзи, в 1951—1952 годах был её деканом. На пенсии с 1982 года.
С 1948 года — член Польской объединенной рабочей партии.
Похоронен на еврейском кладбище в Варшаве.

## Избранная фильмография
- 1971: Od wulkanu do lodowca
- 1969: Polonez
- 1966: Бич божий
- 1964: Bigos
- 1964: Барышня в окошке
- 1961: Komedianty
- 1955: Pieśni nad Wisłą
- 1955: Podhale w ogniu
- 1954: Pościg
- 1953: Дело, которое надо уладить
- 1952: Załoga
- 1952: 1 maja w Warszawie 1952
- 1949: Чёртово ущелье
- 1948: Harmonia
- 1948: Stalowe serca
- 1948: Bronek z Widzewa
- 1947: Ślepy tor
- 1946: Запрещённые песенки
- 1946: Suita warszawska
- 1945: Majdanek — cmentarzysko Europy
- 1945: 2х2=4
- 1945: Zagłada Berlina
- 1945: Ballada f-moll
- 1939: Солдат королевы Мадагаскара
- 1938: Strachy
- 1937: Weseli biedacy
- 1934: Zmarłe echo